# Military Sealift Command

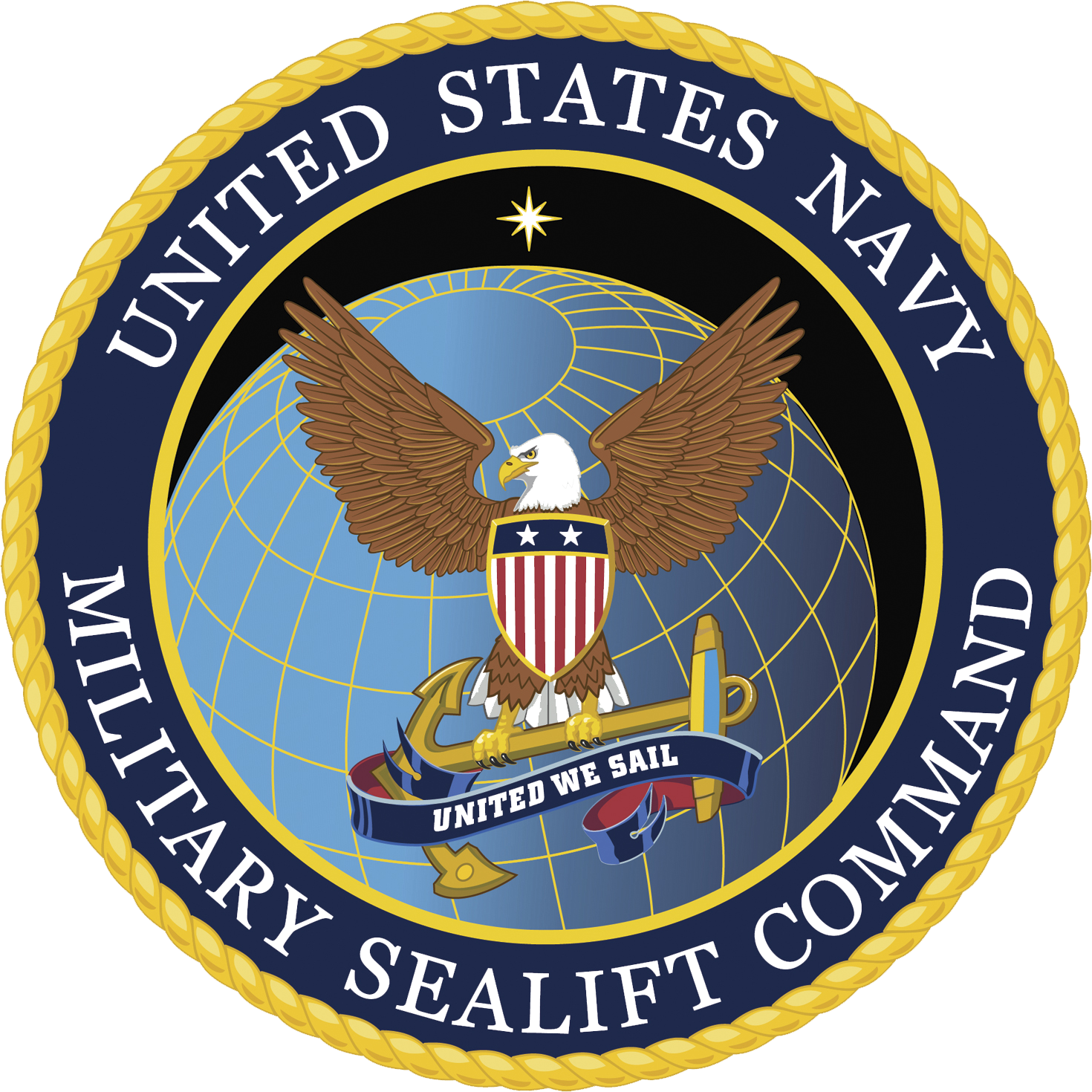
Military Sealift Commands sigill från 2019.

Military Sealift Command (MSC) är en organisation inom amerikanska flottan som kontrollerar det mesta av träng- och transportfartygen för att tillgodose behoven för hela militären.
Operativt är USC flottans komponent till United States Transportation Command.

## Bakgrund
Organisationen bildades den 9 juli 1949 då Military Sea Transportation Service (MSTS) blev ensam ansvarig för försvarsdepartementets behov av havsgående transporter. MSTS döptes om till Military Sealift Command 1970.
Fartyg ur Military Sealift Command är civilt bemannade. Vissa fartyg som ägs av USA:s federala statsmakt har prefixet USNS, som står för United States Naval Ship, medan andra, chartrade eller motsvarande, är helt enkelt vanliga MV, SS eller GTS. Deras skrovnummer har prefixet T utöver det vanliga skrovnummer som motsvarande fartyg i amerikanska flottan skulle ha.
Military Sealift Command omfattar fyra olika program: Sealift, Naval Fleet Auxiliary Force (NFAF), Special Mission och Prepositioning. Sealift-programmet innehåller huvuddelen av MSC:s materialtransportoperationer och opererar tankfartyg för bränsletransport och torrlastfartyg som transporterar utrustning, fordon, helikoptrar, ammunition och materiel. NFAF:s roll är att dirigera bränslefartyg till sjöss vilket möjliggör att de kan användes under långa perioder utan att behöva komma till hamn. Special Mission-programmet opererar fartyg för unika uppgifter åt militära och federala myndigheter som till exempel ubåtsunderstöd och spårning av robotvapen. Prepositioning-programmet upprätthåller den amerikanska militärens närvarostrategi genom att distribuera trängfartyg inom viktiga områden före det verkliga behovet.